# Порівняльно-історичне мовознавство
Порівняльно-історичне мовознавство — один з найважливіших напрямів у мовознавстві, який відіграв велику роль у його розвитку.

## Короткий опис
В основі досліджень порівняльно-історичного мовознавства лежить порівняльно-історичний метод, тобто сукупність прийомів дослідження мовного матеріалу для встановлення спорідненості мов і вивчення історичного розвитку споріднених мов. Позаісторичне порівняння мов, яке, на відміну від історичного порівняння, назагал є зіставленням споріднених і неспоріднених мов, застосовували певною мірою ще за античних часів у Європі наприклад зіставлення давньогрецької і латинської мов, у Стародавній Індії — зіставлення санскриту й пракриті) тощо. Особливо розвинулось воно в XVII—XVIII століттях з нагромадженням матеріалів дослідження різних споріднених мов Європи та інших частин світу.
Порівняльно-історичне мовознавство виникло на початку XIX століття (праці Ф. Боппа, Р. К. Раска, Я. Грімма). Велику роль у його розвитку відіграли праці А. Ф. Пошта, А. Шлейхера, Ф. Діца, Ф. Міклошича та інших. Визначний внесок у його розвиток зробили молодограматики.
У порівняльно-історичному мовознавстві виробились і застосовуються різні прийоми.
- У ньому зіставляється або паралельно вивчається мовний матеріал, який розглядається в історичному розвиткові, з урахуванням змін, що відбуваються в мові.
- Вивчаються не окремі мовні факти чи явища, а системи їх: у фонології — система фонем, у морфології — системи граматичних форм, їхніх парадигм, у лексиці — означення взаємозв'язаних понять тощо.
- Встановлюються системи відповідностей між зіставлюваними мовами у фонетиці, морфології, синтаксисі, лексиці й фразеології.
- Визначається відносна (релятивна) хронологія мовних фактів поряд з безвідносною (абсолютною) хронологією.
- Встановлюється спорідненість мов на основі систем відповідностей.
- Відновлюються (реконструюються) факти на основі систем відповідностей між спорідненими мовами й усуваються прогалини в їхній документальній історії.
- Відбираються релікти (архаїчні факти), які мають важливе значення для відновлення найдавнішого стану досліджуваних мов.
- Береться до уваги взаємодія складових частин окремих мов (явища граматичної аналогії, лексичної контамінації) і взаємодія окремих мов, яка порушує основну лінії їхнього розвитку — вплив однієї мови на іншу, запозичення тощо.

## Відомі представники
- Ахатов Габдулхай Хурамович
- Франц Бопп
- Гамкрелідзе Тамаз Валеріанович
- Гранде Бенціон Меєрович
- Джозеф Грінберг
- Долгопольський Арон Борисович
- Іванов В'ячеслав Всеволодович
- Ілліч-Світич Владислав Маркович
- Антуан Мейє
- Густав Рамстедт
- Расмус Раск
- Мерріт Рулен
- Старостін Сергій Анатолійович
- Август Шлайхер
- Прамова